# Formuła V
Formuła V, także Formuła Vee i Formuła Volkswagen – klasa wyścigów samochodów jednomiejscowych opartych na Volkswagenie Garbusie. Samochodami Formuły V ścigali się m.in. Emerson Fittipaldi, Niki Lauda, Nelson Piquet, Keke Rosberg, Gunnar Nilsson i Marc Surer.

## Historia

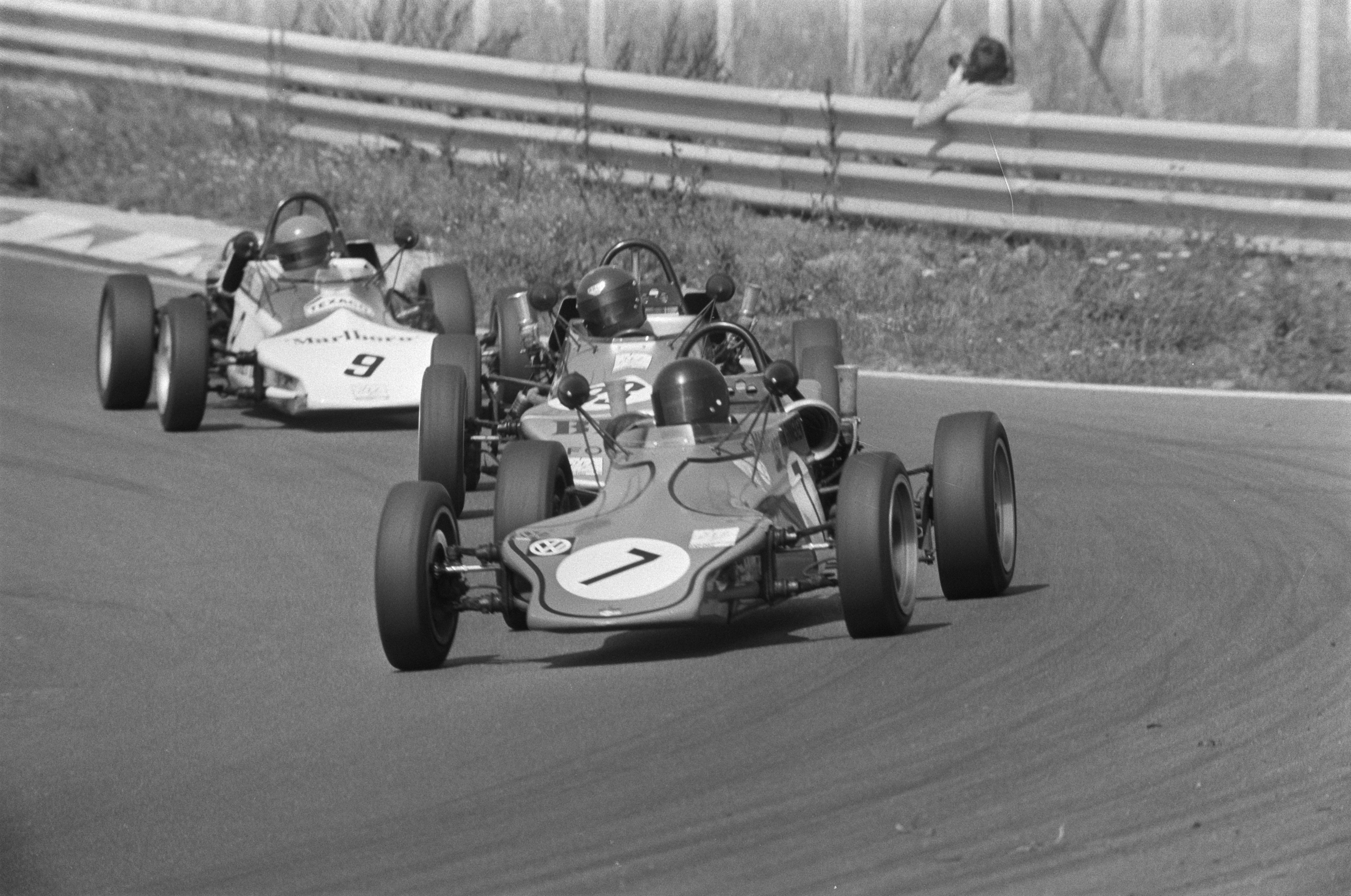
Wyścig Formuły V na torze Zandvoort w 1974 roku

Idea taniej formuły opartej na popularnym Volkswagena Garbusa narodziła się w Stanach Zjednoczonych. Amerykańscy kierowcy i dealerzy zaadaptowali do prymitywnych samochodów silnik, skrzynię biegów i zawieszenie niemieckiego samochodu. Samochody Formuły V osiągały 190 km/h, a do ich zalet poza ceną (2500 dolarów) należały trwałość i łatwość napraw. Regulamin Formuły V został zatwierdzony przez SCCA w 1963 roku, wówczas rozpoczęto również rozgrywanie wyścigów w Stanach Zjednoczonych. Na początku 1965 roku rozpoczęto testy Formuły V w Europie, a w lipcu rozegrano pierwsze zawody, co miało miejsce na Norisringu. Seria stała się popularna w całej Europie, rozgrywano ją również w socjalistycznych krajach, jak Węgry i Jugosławia. W 1971 roku wprowadzono mocniejszą Formułę Super V, która funkcjonowała do 1982 roku.

## Specyfikacja
Samochody Formuły V do 1977 roku były napędzane zasilanymi gaźnikami silnikami Volkswagena Garbusa o pojemności 1,3 litra. Osiągały moc od 40 do 100 KM mechanicznych, a ich prędkość maksymalna wynosiła 190 km/h. Napęd był przekazywany na 15-calowe koła przez seryjną skrzynię Volkswagena Garbusa. Cały pojazd ważył 375 kg.